# سفارة سلوفينيا في البرازيل
سفارة سلوفينيا في البرازيل هي أرفع تمثيل دبلوماسي لدولة سلوفينيا لدى البرازيل. تقع السفارة في وهي تهدف لتعزيز المصالح السلوفينية في البرازيل.

## وصلات خارجية
- قائمة سفارات سلوفينيا
- قائمة السفارات في البرازيل